# Flávio Campos
Flávio Campos (født 29. august 1965) er en tidligere brasiliansk fodboldspiller.
Han har spillet for flere forskellige klubber i sin karriere, herunder Gamba Osaka og Kyoto Purple Sanga.